# Elek Csetri
Elek Csetri (11 avril 1924, Turda - 24 janvier 2010, Cluj-Napoca) est un professeur et un historien transylvain. Il est membre de l'Académie hongroise des sciences de 1990 à 2010.

## Biographie
Après des études secondaires au Collège Calviniste de Cluj (hu), il sort diplômé de l'Université Bolyai en 1947. Il travaille brièvement à la bibliothèque universitaire centrale de Cluj et enseigne au secondaire à Baia Mare et à Târgu Mureș. Assistant universitaire dès 1949 à l'Université Babeș-Bolyai, il deviendra professeur. Il publie de nombreux articles dans diverses revues.
Il fut membre fondateur de la Société des Musées de Transylvanie (hu) (EME), président d'honneur de l'Association de protection des monuments historiques Lajos Kelemen (hu) (KLMT) et rédacteur en chef de la revue Erdélyi Múzeum (hu) (« Musée de Transylvanie »)
entre 1995 et 1997.
Ses travaux portèrent notamment sur l'histoire de la Transylvanie entre le XVIIe et le XIXe siècles, tant au niveau des sciences que de l'économique. Il a réalisé des études historiques locales sur Timișoara, Turda, Cluj-Napoca, Jibou.

## Œuvres
- Tanulmányok az erdélyi kapitalizmus kezdeteiről (avec István Imreh (hu) et Samu Benkő (hu) (1956);
- Kelemen Benjámin, a haladó gazda dans le livre mémorial Lajos Kelemen-emlékkönyv (1957),
- Iratok az erdélyi parasztság 1831. évi mozgalmainak kérdéséhez en Studia (1962),
- Populaţie şi societate (avec István Imreh, Kv. 1972,
- Erdély változó társadalma 1767-1821 (avec István Imreh). 1980),
- 1848. Arcok, eszmék, tettek(1974),
- Kőrösi Csoma Sándor indulása (1979),
- Wass Pál: Fegyver alatt (1968), éditeur.
- Silvio Pellico: Börtöneim (Erdélyi Károly fordításában, Téka 1969), éd.
- Mihály Táncsics: Életpályám (Tanulók Könyvtára, Kv. 1971) éd
- Sándor Teleki (hu): Emlékezzünk régiekről, 1973) éd.
- Történeti kronológia 1-2. (avec András Bodor (hu) (1976),
- Kőrösi Csoma Sándor, Bukarest, 1984,
- Bethlen Gábor életútja, Bk., 1992.
- Csetri Elek-Szabó Béla: Erdélyi fejedelmek arcképcsarnoka (1541-1690), Művelődés, Kolozsvár 2003.
- Erdély és Európa, 2006.
- Erdély az ébredő Európában (1825-1848), études, Kriterion Könyvkiadó, 2009.

## Prix
- Médaille Sándor Kőrösi Csoma (Kőrösi Csoma Sándor-emlékérem) (1984)